# Aminé
Aminé, de son nom civil Adam Aminé Daniel (né le 18 avril 1994 à Portland, en Oregon), est un rappeur et chanteur américain. Il se fait mondialement connaître avec le titre Caroline en 2016.

## Biographie

### Jeunesse
Aminé naît de parents immigrés éthiopien et érythréen. Sa mère est employée à un bureau de poste, et son père est enseignant et traducteur. Durant son adolescence, il fréquente le lycée polytechnique de Benson (en), puis étudie le marketing à l'université d'État de Portland. Il commence à rapper au lycée en écrivant des diss tracks contre d'autres lycées de Portland.

### Carrière
En janvier 2014, Aminé publie son premier projet, une mixtape intitulée Oddyssey to Me ; laquelle est suivie par l'EP En Vogue en septembre 2014, puis la mixtape Calling Brío en août 2015.
En mars 2016, Aminé sort le titre Caroline. Clippé en juin 2016, le titre rencontre un grand succès, il atteint la 11e place du Billboard Hot 100 la semaine du 7 janvier 2017, et est certifié triple disque de platine aux États-Unis,. Aminé sort ensuite le titre REDMERCEDES en mars 2017, lequel est clippé le mois suivant. À la suite de cela, Aminé est nommé dans la XXL Freshman Class 2017.
Le 28 juillet 2017, Aminé sort son premier album studio intitulé Good for You ; lequel comprend des collaborations avec les rappeurs et chanteurs Charlie Wilson, Kehlani, Nelly, Offset et Ty Dolla $ign. L'album s'écoule à 13 721 exemplaires au cours de sa première semaine d'exploitation et se classe à la 34e position du Billboard 200. En janvier 2018, Aminé est invité par le rappeur irlandais Rejjie Snow et le producteur canadien Kaytranada sur le titre Egyptian Luvr,. En avril 2018, Aminé sort le titre Campfire en collaboration avec le groupe arizonien Injury Reserve (en),. Le 15 août 2018, Aminé sort le projet ONEPOINTFIVE sans aucune promotion. Aminé apparaît ensuite sur la bande originale du film d'animation Spider-Man: New Generation, où il y interprète le titre Invincible.
En février 2020, Aminé dévoile Shimmy, lequel sample le classique du hip-hop new-yorkais Shimmy Shimmy Ya de Ol' Dirty Bastard, et sert de premier single de son album à venir. Shimmy est suivi, en mai, de Riri, une ode à la chanteuse Rihanna. Enfin, en juillet, Aminé dévoile Compensating en collaboration avec Young Thug plus tard accompagné d'un clip inspiré de l'Œuvre du réalisateur Wes Anderson, avant de sortir son 2e album studio, intitulé Limbo, le 7 août 2020. Le 4 décembre 2020, une réédition « Deluxe » de l'album est dévoilée comprenant sept nouveaux titres dont quatre collaborations avec Valee (en), Saba, Toosii et Unknown Mortal Orchestra.

## Discographie

### Album studio
- 2017 : Good for You
- 2020 : Limbo (en)

### EP
- 2014 : En Vogue

### Mixtapes
- 2014 : Oddyssey to Me
- 2015 : Calling Brío
- 2018 : ONEPOINTFIVE
- 2021 : TWOPOINTFIVE